# Coppnunatak
Der Coppnunatak ist ein 200 m hoher Nunatak im ostantarktischen Viktorialand. In den Usarp Mountains ragt er nördlich der Morozumi Range aus den Eismassen am Westrand des Rennick-Gletschers auf.
Wissenschaftler der deutschen Expedition GANOVEX I (1979–1980) nahmen seine Benennung vor. Namensgeber ist der neuseeländische Hubschraubermechaniker Peter A. Copp, der an dieser Forschungsreise beteiligt war.